# Technická univerzita na Kapském poloostrově
Technická univerzita na Kapském poloostrově (afrikánsky: Kaapse Skiereiland Universiteit van Tegnologie, anglicky: Cape Peninsula University of Technology – CPUT) je univerzita v Kapském Městě v Jihoafrické republice. Je to jediná technická univerzita v provincii Západní Kapsko a s 32 000 studenty také největší univerzita v provincii. Vznikla spojením univerzit Cape Technikon, Peninsula Technikon a několika dalších nezávislých vysokých škol.

## Historie
Vznikla v lednu 2005 spojením univerzit Cape Technikon a Peninsula Technikon. V roce 1993 byl vyhlášen Technikons Act, který technikonům (polytechnikám, nabízejícím prakticky zaměřené post-sekundární vzdělávání) umožnil nabízet bakalářské (B.Tech), magisterské a doktorské tituly v oboru technologie. V březnu 2001 vydal tehdejší ministr školství Kader Asmal Národní plán vysokoškolského vzdělávání a v květnu 2002 oznámil možné sloučení obou institucí, přičemž národní pracovní komise doporučila do sloučení začlenit i University of the Western Cape. Ke konci roku 2002 bylo oznámeno konečné sloučení a v říjnu 2003 byl schválen nový název. Výkonný prozatímní management byl jmenován koncem roku 2004.
První prorektorkou CPUT byla v únoru 2006 jmenována prof. L. Vuyisa Mazwi-Tanga. V této době bylo také původních devět fakult sloučeno a reorganizováno do šesti: aplikované vědy; obchod; vzdělávání a společenské vědy; inženýrství; zdravotnictví a wellness; informatika a design. Byla zřízena samostatná postgraduální jednotka známá jako e-Innovation Academy, která nabízí multidisciplinární postgraduální programy a financovaný výzkum, a od března 2008 funguje Fakulta informatiky a výzkumná jednotka designu. Oddělení informačních technologií ve spolupráci s Bridgetown Community, Athlone, COFISA a IDM spustilo v září 2008 Athlone Living lab, komunitní inovační projekt ICT. Jednalo se o první Living Lab v Západním Kapsku.
V dubnu 2008 byl jmenován rektorem univerzity Trevor Manuel.
Zahraniční studenti (ti, kteří nepocházejí ze zemí SADC) platí oproti místním studentům dvojnásobné poplatky. V současné době je zapsáno přes 2000 zahraničních studentů.
Studentům magisterského a doktorského studia nabízí univerzita stipendia.

## Kampusy
CPUT má pět kampusů:

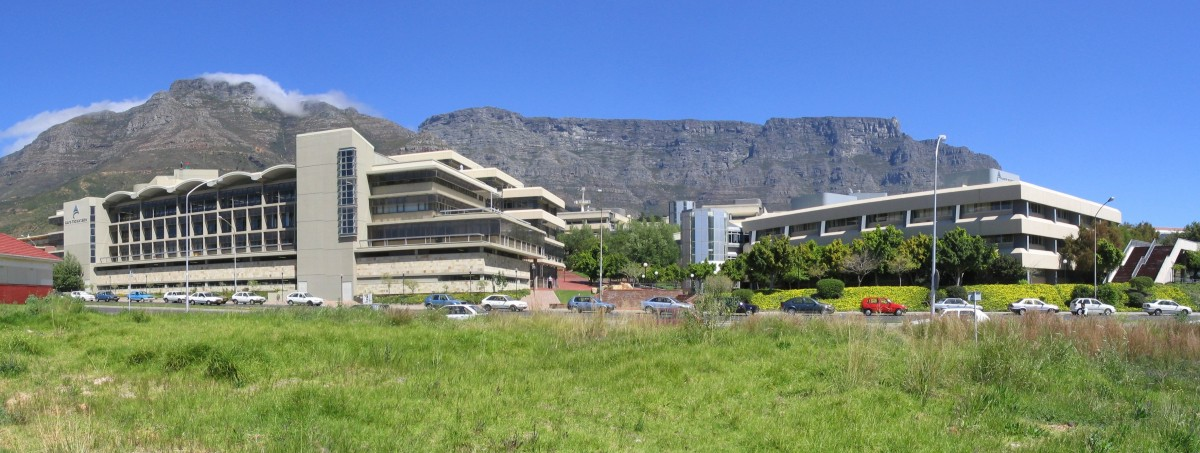
Kampus v Kapském Městě se Stolovou horou v pozadí

- Kampus v Bellville, původně kampus univerzity Peninsula Technikon
- Kampus v Kapském Městě, původně kampus univerzity Cape Technikon v Zonnebloem
- Kampus v Mowbray, původně Pedagogická fakulta v Mowbray
- Kampus v Granger Bay, sídlí zde hotelová škola a centrum přežití
- Kampus ve Wellingtonu, původně Pedagogická fakulta v Bolandu

Campus v Kapském městě je postaven na části okresu šest.

## Kooperativní vzdělávání
Velká většina předmětů nabízených CPUT zahrnuje odbornou přípravu na pracovišti; odborná příprava má formu stáže, která trvá obvykle šest měsíců až jeden rok. Komplexní politika univerzity v oblasti kooperativního vzdělávání zajišťuje, že student je umístěn v podniku schváleném univerzitou; tím je zajištěno, že institucionální akademické vzdělávání je propojeno s požadavky praxe.

## Významné osobnosti
- Zozibini Tunziová – herečka, modelka a Miss Universe 2019